# Tillandsia recurvata
Espèce
Classification phylogénétique
Tillandsia recurvata (L.) L. est une espèce de plantes à fleurs de la famille des Bromeliaceae.
L'épithète recurvata signifie « récurvée » et se rapporte à l'aspect des feuilles.

## Protologue et Type nomenclatural
Tillandsia recurvata (L.) L., Species Plantarum ed. 2, 1: 410 (1762)
Diagnose originale (Renealmia recurvata L.) :
« RENEALMIA foliis subulatis scabris, pedunculis unifloris.
Habitat in Jamaicae arboribus. »
Type : ?

## Synonymie

### Synonymie nomenclaturale
- [ basionyme ] Renealmia recurvata L.
- Diaphoranthema recurvata (L.) Beer

### Synonymie taxonomique
- Tillandsia uniflora Kunth[2],[3],[4],[5]
- Diaphoranthema uniflora Beer[2],[3],[4],[5]
- Phytarrhiza uniflora E. Morren ex Baker[2]
- Tillandsia bartramii Elliott[2],[3]
- Tillandsia landbeckii Philippi[3]
- Tillandsia monostachys Gillies ex Baker non L[2],[4].
- Tillandsia pauciflora Sessé & Moç[4].
- Tillandsia cordobensis Hieron[3].
- Tillandsia cordobensis sensu Hassl. non Hieron[4].

## Description

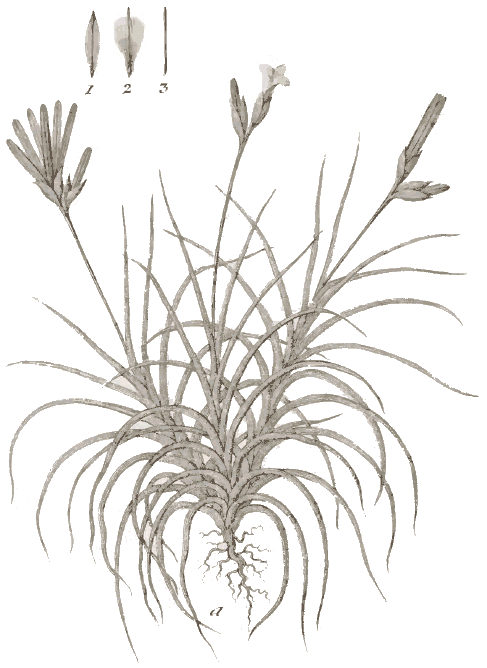
Tillandsia recurvata (L.) L.
Illustration tirée de : Ruiz & Pav. Fl. Peruv. : tab. CCLXXI-a (1802).

Tillandsia recurvata est une plante épiphyte de taille variable, courtement rameuse, à feuilles distiques écailleuses.
Inflorescence dégagée du feuillage, pauciflore. Fleur de coloris variable : de blanc à violet, le plus souvent bleu pâle.

## Écologie et habitat
- Typologie : plante vivace herbacée, en touffe dense ; épiphyte[6],[7],[2], rupicole[7],[5], saxicole[7] ou fixée sur supports variés (incluant les fils électriques), parfois terrestre en zones sèches[4].
- Habitat : régions plutôt sèches.
- Altitude : 0-3000 m[4].

## Distribution
Aire très vaste : depuis le sud des États-Unis jusqu'au nord du Chili et au centre de l'Argentine ,,.

## Taxons infra-spécifiques
L'aire de l'espèce étant vaste, de nombreux taxons infraspécifiques ont été décrits, mais ils peuvent s'intégrer, pour la plupart; dans l'éventail de variabilité du type.

### Tillandsia recurvatavar.recurvata
(autonyme)
Synonymie :
- Tillandsia recurvata var. genuinua André

### Tillandsia recurvatavar.argenteaAndré
Tillandsia recurvata var. argentea André, Bromel. Andr. : 65 (1889)
Diagnose originale : (à compléter)
Type : (à compléter)
Distribution :  Colombie.

### Tillandsia recurvatavar.brevifoliaAndré
Tillandsia recurvata var. brevifolia André, Bromel. Andr. : 65 (1889)
Diagnose originale : (à compléter)
Type : (à compléter)
Distribution :  Bolivie.

### Tillandsia recurvatavar.caespitosaAndré
Tillandsia recurvata var. caespitosa André, Bromel. Andr. : 65 (1889)
Diagnose originale : (à compléter)
Type : (à compléter)

### Tillandsia recurvatavar.ciliataE.Morren ex Mez
Tillandsia recurvata var. ciliata E.Morren ex Mez in Mart., Fl. Bras. 3(3): 610, n° 32 (1894)
Synonymie :
- Phytarrhiza ciliata E.Morren ex Mez

Diagnose originale :
« Var. α. CILIATA E. Morr. a typo differt habitu compactiore, foliis crassioribus, rectiusculis, scapum fere aequantibus. »
Type : Mez cite plusieurs spécimens différents sans désigner précisément un holotype. Aucune illustration n'est jointe au protologue et qui pourrait en tenir lieu.
- leg. Aschenborn, n°539 ; Syntypus (ubi ?)
- leg. J.L. Berlandier, n° 367, s.d., s.t. ; sine loco ; Syntypus US National Herbarium (US 00091090)
- leg. J.L. Berlandier, n° 2238 ; Syntypus (ubi ?)
- leg. Bourgeau, n° 96 ; Syntypus (ubi ?)
- leg. Schiede n° 1003 ; Syntypus (ubi ?)
- leg. Seler, n° 489 ; Syntypus (ubi ?)

Distribution :  Mexique.

### Tillandsia recurvatavar.contortaAndré
Tillandsia recurvata var. contorta André, Bromel. Andr. : 65 (1889)
Diagnose originale : (à compléter)
Type : (à compléter)
Distribution : 
- Mexique[2]
- Venezuela
- Chili[8].

### Tillandsia recurvatavar.elongataAndré
Tillandsia recurvata var. elongata André, Bromel. Andr. : 65 (1889)
Diagnose originale : (à compléter)
Type : (à compléter)
Distribution :  Colombie.

### Tillandsia recurvatavar.genuinuaAndré
Tillandsia recurvata var. genuina André, Bromel. Andr. : 65 (1889) [nom. illeg.]
Synonymie :
- Tillandsia recurvata var. recurvata

Distribution :
- Venezuela
- Colombie
- Équateur

### Tillandsia recurvatavar.majorAndré
Tillandsia recurvata var. major André, Bromel. Andr. : 65 (1889)
Diagnose originale : (à compléter)
Type : (à compléter)
Distribution :  Porto Rico.

### Tillandsia recurvatavar.majusculaMez
Tillandsia recurvata var. δ majuscula Mez in Mart., Fl. Bras. 3(3): 611 (1894)
Diagnose originale :
« Var. δ. MAJUSCULA Mez: a typo differt statura ut in var. ciliata robustiore; bracteis margine paullo lepidotis medio glabratis; floribus certe 15 mm. longis; petalis conspicue latioribus per anthesim patentibus. »
Type : Mez ne désigne aucun type de façon explicite et aucune illustration n'est jointe au protologue. 
Distribution : sud du  Brésil.

### Tillandsia recurvatavar.minorAndré
Tillandsia recurvata var. minor André, Bromel. Andr. : 65 (1889)
Diagnose originale : (à compléter)
Type : (à compléter)

### Tillandsia recurvatavar.minutaMez
Tillandsia recurvata var. γ minuta Mez in Mart., Fl. Bras. 3(3): 611 (1894)
Synonymie :
- Tillandsia recurvata f. minuta (Mez) A.Cast.

Diagnose originale :
« Var. γ. MINUTA Mez: a typo differt statura tenuiore minoreque; scapo tenuissimo haud vaginato; floribus semper singulis folia haud superantibus. »
Type : Mez ne désigne aucun type de façon explicite et aucune illustration n'est jointe au protologue.
- leg.: B. Balansa, n° 618 a, 1874-02-18 ; « L'Assomption » (loc. ign.) ; Isolectotypus B (B 10 0243488)

Distribution :
- Brésil
  - sud du Brésil (Minas Gerais)[2]
- Paraguay[8]

### Tillandsia recurvataf.minuta(Mez) A.Cast.
Tillandsia recurvata f. minuta (Mez) A.Cast., Gen. Sp. Pl. Argent. 3: 347 (1945)
Synonymie :
- Tillandsia recurvata var. minuta Mez

## Comportement en culture
Tillandsia recurvata est une plante de culture facile, bien qu'elle soit assez sensible à la pourriture et nécessite donc une bonne aération.